# Ferdinand Maierhofer
Ferdinand Maierhofer, aussi Mayerhofer ou Meierhofer, né le 9 avril 1881 à Graz (Autriche-Hongrie) et mort le 6 juin 1960  à Vienne (Autriche), est un acteur autrichien.

## Filmographie partielle
- 1924 : La Ville sans Juifs de Hans Karl Breslauer
- 1925 : Der Fluch de Robert Land
- 1931 : Die grosse Liebe de Otto Preminger
- 1935 : Episode de Walter Reisch
- 1937 : Première de Géza von Bolváry
- 1939 : Castelli in aria (Ins blaue Leben) de Augusto Genina
- 1942 : Aimé des dieux (Wen die Götter lieben) de Karl Hartl
- 1957 : Vacances au Tyrol de Géza von Radványi

## Décorations
- Ordre du Mérite, 1926
- Kammerschauspieler, 1929
- Ehrenmedaille der Bundeshauptstadt Wien (de), 1956

## Sources
- (de) Cet article est partiellement ou en totalité issu de l’article de Wikipédia en allemand intitulé « Ferdinand Maierhofer » (voir la liste des auteurs).